# Premiações extraoficiais do Carnaval do Rio de Janeiro
No Carnaval do Rio de Janeiro, existe uma série de premiações extra-oficiais concedidas pela imprensa ou por especialistas para a melhor agremiação e aos diversos segmentos das escolas de samba. Tais premiações são independentes do resultado oficial das competições entre agremiações. Muitas vezes a preferida na opinião dos julgadores do prêmio não é a mesma que vence o resultado oficial.

## Prêmios vigentes

### Estandarte de Ouro
- Descrição: O Estandarte de Ouro é o mais antigo e importante prêmio do carnaval do Rio de Janeiro, sendo conhecido como "Óscar do samba" ou "Óscar do carnaval", numa referência ao Prêmio Óscar.[2][3][4] Foi criado em janeiro de 1972, numa conversa de bar entre funcionários do Jornal O Globo, dentre eles, os jornalistas Heitor Quartin, Henrique Caban, Roberto Paulino, e o gerente de promoções Péricles de Barros.[5][6][7] É oferecido à personalidades e segmentos que se destacaram nos desfiles das escolas de samba do Rio de Janeiro.[8] A premiação é dividida em categorias individuais (como Melhor Mestre-sala e Melhor Porta-bandeira) e categorias coletivas (Melhor Samba-enredo, Melhor Bateria, entre outras). O Estandarte de Melhor Escola é considerado o prêmio principal. A maioria dos prêmios são destinados à primeira divisão do carnaval carioca. A segunda divisão recebe apenas dois, de Melhor Escola e de Melhor Samba-Enredo. Um júri formado por jornalistas e artistas ligados à música e às artes assistem aos desfiles em um camarote reservado no Sambódromo da Marquês de Sapucaí, e, após a última apresentação, se reúnem, em um debate, para eleger os premiados em cada categoria. Os vencedores são escolhidos em consenso. O resultado é divulgado ao final da reunião, na terça-feira de carnaval, pouco depois do último desfile.[9]
- Organização: O Globo
- Período de atividade: (1972–presente)
- Escolha dos vencedores: Júri especializado (consenso)
- Contemplados: Escolas de samba da primeira e da segunda divisão do carnaval.

### Estrela do Carnaval
- Descrição: O prêmio Estrela do Carnaval é oferecido à personalidades e segmentos que se destacaram nos desfiles das escolas de samba da primeira e da segunda divisão do carnaval. A premiação é dividida em categorias como melhor casal de mestre-sala e porta-bandeira, melhor bateria, melhor samba-enredo, melhor comissão de frente, entre outras. O prêmio principal é o 'Desfile do Ano'.
- Organização: Site carnavalesco.com
- Período de atividade: (2008–presente)
- Escolha dos vencedores: Júri especializado (votação)
- Contemplados: Escolas de samba da primeira e da segunda divisão do carnaval.

### Prêmio SRzd
- Descrição: O prêmio SRzd é oferecido à personalidades e segmentos que se destacaram nos desfiles das escolas de samba da primeira e da segunda divisão do carnaval. A premiação é dividida em categorias como melhor casal de mestre-sala e porta-bandeira, melhor bateria, melhor samba-enredo, melhor comissão de frente, entre outras. O prêmio principal é o de melhor escola.
- Organização: Site srzd.com
- Período de atividade: (2012–presente)
- Escolha dos vencedores: Júri especializado (votação)
- Contemplados: Escolas de samba da primeira e da segunda divisão do carnaval.

### S@mba-Net

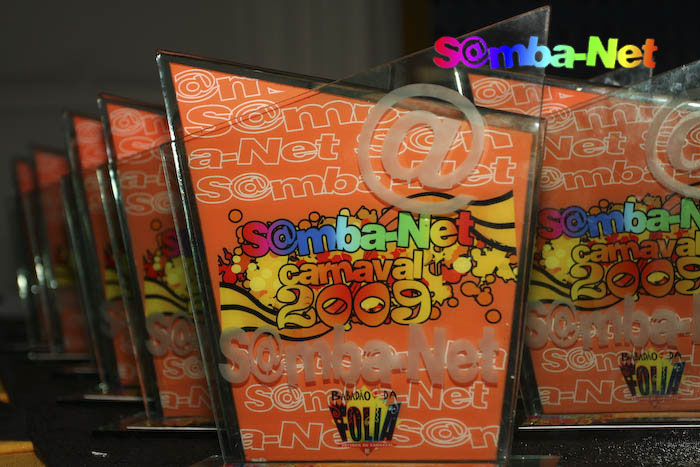
Troféus da premiação de 2009.

- Descrição: O prêmio foi idealizado pelo carnavalesco Luiz Fernando Reis e criado em 1999, ano de sua primeira edição. Além de Luiz, participaram da criação do S@mba-Net: Felipe Ferreira, Paulo Renato Vaz, Jorge Mendes Carneiro, Vitor Augusto Monteiro, Alexandre Omi, Fernanda Ferrão, Ricardo Lourenço, Marcelo O'Reilly, Marcos Paulo, Alexandre Medeiros, Fred Soares, Flávia Cirino, Rachel Valença e Walter Honorato.[10][11] O nome 'S@mba-Net' faz referência à origem da premiação, criada por participantes da lista Rio-carnaval, um fórum de discussão online.[12] O prêmio foi criado com a finalidade de valorizar as escolas de samba dos grupos de acesso, já que outras premiações, como o Estandarte de Ouro e o Tamborim de Ouro, priorizavam o Grupo Especial.[13][14]

- Organização: Aficionados independentes e com ligação ao carnaval carioca

- Período de atividade: (1999–presente)
- Escolha dos vencedores: Júri especializado (votação)
- Contemplados: Escolas de samba da primeira, segunda e terceira divisão do carnaval.

### Passista Samba no Pé
- Descrição: O prêmio foi criado para enaltecer e valorizar com foco exclusivo a figura dos passistas e dos profissionais envolvidos neste segmento tanto de forma coletiva quanto de forma individualizada.
- Organização: João Paulo Fonseca e Clemir Bardon.
- Período de atividade: (2016–presente)
- Escolha dos vencedores: Júri especializado entre ex-passistas, professores, pesquisadores e amantes da arte do samba no pé.
- Contemplados: Passistas das escolas de samba da primeira e da segunda divisão do carnaval.

### Troféu Bateria
- Descrição: O prêmio foi criado em busca da valorização e do reconhecimento do trabalho das baterias das escolas de samba. A premiação elege as melhores alas de caixa, chocalho, cuíca, marcação, repique, tamborim, entre outras categorias.
- Organização: Bruno Moraes, Hudson Rangel e Vincent Bonnet.[15]
- Período de atividade: (2016–presente)
- Escolha dos vencedores: Mestres, diretores e ritmistas com experiência em baterias de escolas de samba (votação).[16]
- Contemplados: Baterias das escolas de samba da primeira e da segunda divisão do carnaval.

### Troféu Sambario
- Descrição: O Troféu Sambario é oferecido à personalidades e segmentos que se destacaram nos desfiles das escolas de samba da primeira e da segunda divisão do carnaval. A premiação é dividida em categorias como melhor casal de mestre-sala e porta-bandeira, melhor bateria, melhor samba-enredo, melhor comissão de frente, entre outras.
- Organização: Site Sambario
- Período de atividade: (2009-2012; 2018-presente)
- Escolha dos vencedores: Júri especializado (votação)
- Contemplados: Primeira divisão (Grupo Especial) do desfile de escolas de samba, além da melhor escola, melhor samba-enredo e melhor intérprete do segundo grupo (Série Ouro).

### Troféu Plumas e Paetês
- Oferecido por: aficcionados independentes.[17]
- Edições: 18 (2005-2023)
- Objeto de análise: profissionais do Carnaval, sendo algumas poucas categorias no Grupo Especial; com foco atualmente nos Grupos A, B, C e D. Até 2012, analisava o Grupo E (sexta divisão), extinto.

### Prêmio Samba na Veia
- Oferecido por: Aficcionados e membros da imprensa especializada.
- Edições: 2013 - atualidade
- Objeto de análise: Escolas de samba que desfilam na Estrada Intendente Magalhães: Grupos C, D e E (2010-2011) e Grupos B, C e D (2015). Para 2016, além dos grupos da Intendente Magalhães, o Prêmio também vai premiar escolas da Série A.[18]

## Prêmios extintos

### Brilho da Série B
- Descrição: Prêmio destinado aos segmentos que se destacaram nos desfiles das escolas de samba da Série B (terceira divisão) do carnaval.[19][20]
- Organização: Foi idealizado pelo compositor e empresário Jorge Arthur das Ferragens e organizado pelo site carnavalesco.com em parceria com a Boutique e Bar Sempre Vila.
- Período de atividade: 2017 (uma edição)
- Contemplados: Série B (10 prêmios); prêmios especiais para outros grupos

### Cidadão Samba

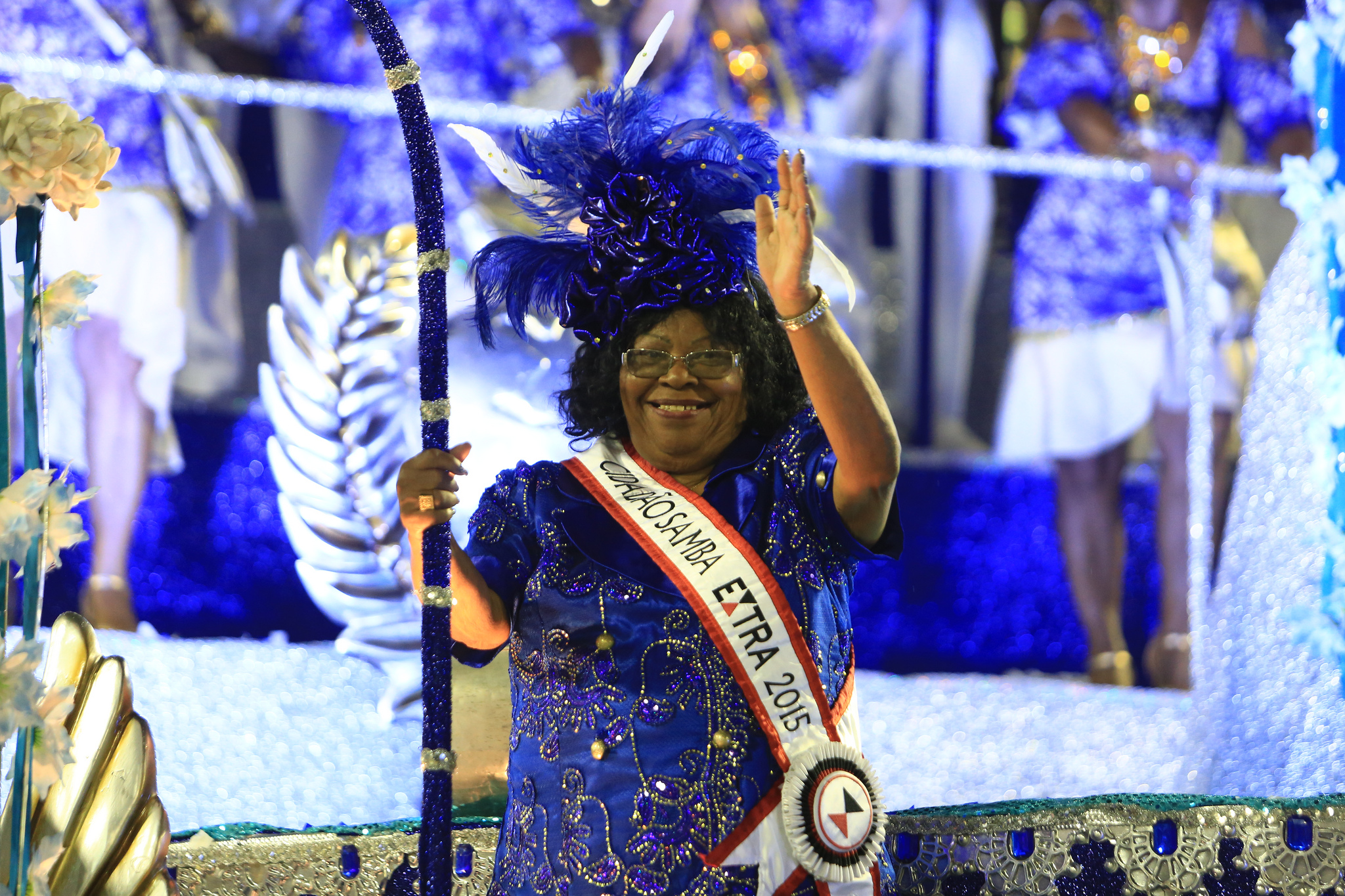
Tia Surica desfila na Portela com a faixa de Cidadão Samba 2015.

- Descrição: Condecoração concedida à sambistas e representantes notórios das escolas de samba do Rio de Janeiro.[21][22]
- Organização: Jornal A Nação (1935–1947); Jornal A Tribuna (1947); AESCRJ (1948–1997); Jornal Extra (2013–2017).[23]
- Período de atividade: (1935–2017)
- Escolha dos vencedores: Cupons de jornal (1936–1950); Compra de votos (1958–1964); Concurso público (1965–1971); Indicação no plenário da AESCRJ (1972–1982); Concurso público (1983–1997); Votação popular online (2013–2017).
- Contemplados: Sambistas ligados às escolas de samba do Rio de Janeiro.

### Elite do Samba (antigo Samba Show)
- Descrição: Elite do Samba foi um prêmio destinado aos grupos de escolas de samba que desfilavam na Estrada Intendente Magalhães. Foi criado em 2010 com o nome de Samba Show. A partir de 2012, tornou-se Elite do Samba.[24][25][26][27][28][29][30]

- Organização: Raphael Heide (2010-2011), Cristina Frazão e equipe de aficionados independentes.

- Período de atividade: 2010–2016 (7 edições)
- Escolha dos vencedores: Coordenadores do prêmio (votação)
- Contemplados: Escolas de samba que desfilavam na Estrada Intendente Magalhães. Grupos de acesso C, D e E (2010–2016) e Série B (2013–2016).

### Tamborim de Ouro

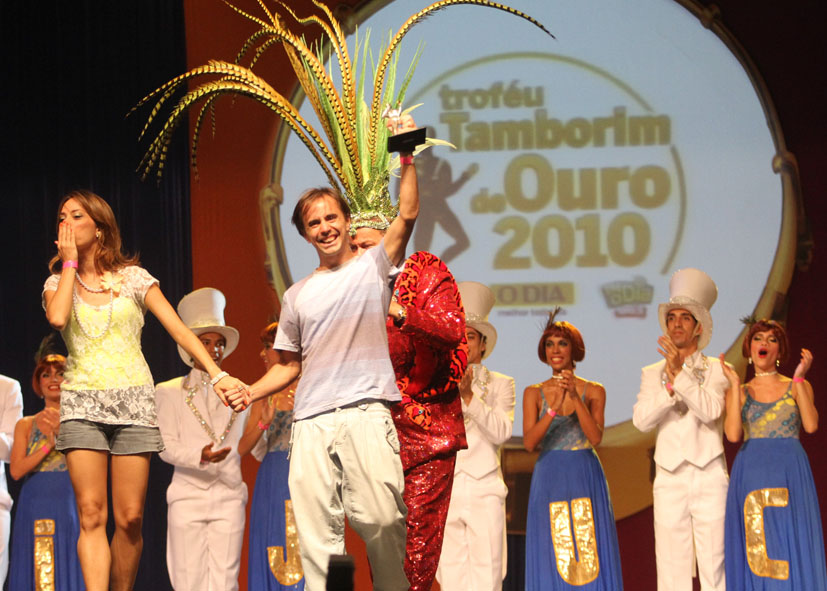
Cerimônia de premiação do Tamborim de Ouro 2010.

- Descrição: O prêmio foi criado em 1998, pelo Jornal O Dia, em parceria com a Rádio FM O Dia. Tinha o objetivo de analisar os desfiles das escolas de samba por uma ótica diferente do caráter técnico do julgamento oficial, priorizando critérios como emoção, alegria, criatividade e ousadia.[31]

- Organização: O Dia

- Período de atividade: 1998–2020 (23 edições)
- Escolha dos vencedores: Votação popular online e júri especializado (votação)
- Contemplados: Escolas de samba da primeira e da segunda divisão do carnaval e blocos carnavalescos.

### Troféu Cidade do Samba
- Oferecido por: Programa Cidade do Samba / João Estevam[32]
- Edições:1
- Objeto de análise:  Foco na primeira divisão (Grupo Especial); algumas categorias da segunda e terceira divisões (Grupos A e B) dos desfiles de escolas de samba.

### Troféu Parangolé
- Descrição: Troféu Parangolé foi uma premiação entregue à carnavalescos dos grupos de acesso A e B do carnaval carioca com o objetivo de premiar ações de arte presentes nos desfiles das escolas de samba.[33][34][35]

- Organização: Secretaria Municipal de Cultura do Rio de Janeiro

- Período de atividade: 2007–2008 (duas edições)
- Escolha dos vencedores: Júri formado por profissionais, críticos e especialistas ligados às artes plásticas e visuais (votação).
- Contemplados: Escolas de samba dos grupos de acesso A e B (segunda e terceira divisão do carnaval).

### Estandarte do Povo
- Oferecido por: Jornal do Brasil
- Edições: 2 (1982-1983)
- Objeto de análise:  Foco na primeira divisão (Grupo Especial); as melhores escolas em cada categoria eram escolhidas através dos votos de quem estava assistindo aos desfiles na avenida.

### Troféu Jorge Lafond
- Oferecido por:Acadêmicos do Cubango.
- Edições:14 (2003-2016)
- Objeto de análise: Segunda e terceira divisões (Grupos A e B) dos desfiles de escolas de samba.

### Oscar do Samba
- Oferecido por: Ronaldo Cascão, Carmen Teixeira, Érica Duarte e Marquinho Passos[36]
- Edições:4 (2004-2006; 2013)
- Objeto de análise: Atualmente, escolas de samba que desfilam na Estrada Intendente Magalhães: grupos B, C e D (2013).[37]

### Troféu Olhômetro
- Oferecido por: AESM Rio.
- Edições:10 (2003-2012).
- Objeto de análise: escola de samba mirins.

### Troféu Corujito
- Oferecido por: Unisuam - AESM Rio.
- Edições: 5 (2008-2012).
- Objeto de análise: escola de samba mirins.

### Troféu Estandarte do Samba Mirim
- Oferecido por: AESM Rio
- Edições: 8 (2010-2017)
- Objeto de análise: escola de samba mirins.

### Outros
- Troféu Papa-Tudo (Rede Manchete)
  - Oferecido por: Rede Manchete

- Prêmio Conselho de Carnaval
  - Oferecido por: Riotur

- Troféu Babadinho do Samba